# Мажейкис, Ромас Витаутович
Ромас Витаутович Мажейкис (28 апреля 1964, Гаргждай, Литовская ССР, СССР) — советский литовский футболист. Защитник. Мастер спорта СССР международного класса (1987).
Выступал за сборную Литвы, 19 игр в 1990-94 годах.

## Биография
Воспитанник ДЮСШ Гаргждай.
В 1982 зачислен в клуб 1-й лиги Жальгирис, вместе с которым по итогам года вышел в высшую лигу. С 1983 — игрок основного состава, выступал на позиции защитника.
В 1990 году провел 4 игры в Балтийской лиге, после чего принял приглашение грузинской Гурии. В высшей лиге чемпионата Грузии провел 23 игры.
В 1991 году перешёл в московский «Локомотив», который в тот год снова был в числе команд высшей лиги. Летом 1991 провел 1 игру в Кубке Интертото за венскую «Аустрию», но тренера его игра не устроила. Затем вернулся в «Локомотив», откуда по окончании сезона уехал играть в Австрию, в клуб 2-го дивизиона Кремсер. В Австрии выступал 2 года, с небольшими перерывами на игры за Анци и Панерис.
Осенью 1993 уехал играть за клуб Оберлиги Любек. В сезоне 1994/95 вместе с клубом поднялся во 2-ю бундеслигу, где играл 2 сезона (51 игра).
Завершил карьеру игрока в немецком клубе TSV Siems. В этом же клубе начал работать в качестве тренера.
Жена Вильма, сын Мантас — также профессиональный футболист.

## Достижения
- Бронзовый призёр чемпионата СССР 1987.
- Чемпион Универсиады 1987.
- Чемпион всесоюзных студенческих игр 1984.
- Чемпион VIII Спартакиады народов СССР 1983.